# Núrio Fortuna
Núrio Domingos Matias Fortuna (Luanda, 24 maart 1995), of kortweg Núrio, is een Angolees-Portugese voetballer. Hij is een verdediger en speelt sinds juni 2020 voor KAA Gent. In 2019 debuteerde hij in het Angolese nationale elftal.

## Carrière

### Clubcarrière
Núrio speelde in zijn jeugdjaren voor de Portugese topclubs Benfica en Sporting Lissabon. In 2012 maakte hij de overstap naar SC Braga, waar hij een jaar later promoveerde naar de B-kern. Op 9 februari 2014 maakte hij tegen Gil Vicente zijn officieel debuut voor Braga. Hij mocht toen van hoofdcoach Jesualdo Ferreira in de basis starten. Braga won het duel met 4–1.
In het seizoen 2016/17 werd de linksachter voor een jaar uitgeleend aan het Cypriotische AEL Limasol. In de zomer van 2017 tekende hij bij Sporting Charleroi een contract voor drie seizoenen. Daar werd hij al snel een vaste waarde op linksachter.
In juni 2020 werd de verdediger aangetrokken door KAA Gent voor ongeveer zes miljoen euro, een recordbedrag voor een ingaande transfer van de club.

### Interlandcarrière
Núrio maakte op 6 september 2019 zijn debuut voor Angola tegen Gambia. In de WK-kwalificatiewedstrijd kreeg hij van bondscoach Pedro Gonçalves meteen een basisplaats.

## Statistieken
| Seizoen | Club               | Land              | Competitie         | Competitie | Competitie | Beker | Beker | Ligabeker | Ligabeker | Europees | Europees | Totaal | Totaal |
| Seizoen | Club               | Land              | Competitie         | Wed.       | Dlp.       | Wed.  | Dlp.  | Wed.      | Dlp.      | Wed.     | Dlp.     | Wed.   | Dlp.   |
| ------- | ------------------ | ----------------- | ------------------ | ---------- | ---------- | ----- | ----- | --------- | --------- | -------- | -------- | ------ | ------ |
| 2013/14 | SC Braga           | Vlag van Portugal | Primeira Liga      | 6          | 0          | 1     | 0     | 1         | 0         | 0        | 0        | 8      | 0      |
| 2014/15 | SC Braga           | Vlag van Portugal | Primeira Liga      | 1          | 0          | 0     | 0     | 0         | 0         | —        | —        | 1      | 0      |
| 2015/16 | SC Braga           | Vlag van Portugal | Primeira Liga      | 0          | 0          | 0     | 0     | 0         | 0         | 0        | 0        | 0      | 0      |
| 2016/17 | → AEL Limasol      | Vlag van Cyprus   | A Divizion         | 33         | 0          | 3     | 0     | —         | —         | —        | —        | 36     | 0      |
| 2017/18 | Sporting Charleroi | Vlag van België   | Jupiler Pro League | 26         | 0          | 1     | 0     | —         | —         | —        | —        | 27     | 0      |
| 2018/19 | Sporting Charleroi | Vlag van België   | Jupiler Pro League | 31         | 1          | 1     | 0     | —         | —         | —        | —        | 32     | 1      |
| 2019/20 | Sporting Charleroi | Vlag van België   | Jupiler Pro League | 28         | 1          | 3     | 0     | —         | —         | —        | —        | 31     | 1      |
| 2020/21 | KAA Gent           | Vlag van België   | Jupiler Pro League | 26         | 1          | 2     | 0     | —         | —         | 8        | 1        | 36     | 2      |
| 2021/22 | KAA Gent           | Vlag van België   | Jupiler Pro League | 18         | 2          | 2     | 0     | —         | —         | 9        | 0        | 29     | 2      |
| TOTAAL  | TOTAAL             | TOTAAL            | TOTAAL             | 131        | 4          | 13    | 0     | 1         | 0         | 17       | 1        | 162    | 5      |

Bijgewerkt op 28 januari 2022.

## Erelijst
| Beker van België | 1x | 2021/22 |

1 Nardi ·
2 Mitrović ·
3 Brown ·
4 Watanabe ·
5 Kandouss ·
6 Gandelman ·
7 Hong ·
8 Gerkens ·
9 Sonko ·
10 Omgba ·
11 Cuypers ·
12 Gambor ·
13 De Sart ·
14 Vanzeir‎ ·
16 Schmidt ·
17 Hjulsager ·
18 Samoise ·
19 Surdez ·
21 Agbor ·
22 Fadiga ·
23 Torunarigha ·
24 Kums  ·
25 Fortuna ·
26 Fortin ·
28 Fernandez Pardo ·
29 Depoitre ·
30 De Schrevel ·
33 Roef ·
Coach: Vrancken
· Assistent-coach: Balette
· Assistent-coach: Milićević
· Keeperstrainer: Vandendriessche